# Chico das Verduras
Francisco Vieira Sampaio (Pio XII, 18 de maio de 1950), conhecido por Chico das Verduras, é um empresário e político brasileiro que foi deputado federal e deputado estadual, pelo estado de Roraima.

## Carreira política
Estreou na política em 1992, quando foi eleito vereador em Boa Vista pelo PDS. Na eleição de 1996, agora no PPB, não consegue a reeleição.
4 anos depois, já filiado ao PDT, concorre a uma vaga na Assembleia Legislativa, obtendo 1.007 votos e ficando como suplente. Não concorre a nenhum cargo em 2000, voltando à política em 2002, para disputar a eleição para deputado estadual pelo PRP. Foi eleito com a menor votação (972 votos). Em 2006, chegou a ser reeleito, mas teve o mandato cassado em 2008, por abuso de poder econômico e foi considerado inelegível por 3 anos.
Chico das Verduras só voltaria a disputar eleições em 2010, elegendo-se deputado federal, com 5.903 votos (foi o segundo deputado federal eleito pelo PRP no Brasil e o primeiro desde 1994), sendo o menos votado entre os 513 candidatos eleitos para a legislatura 2011–2015 e favorecido pela situação pendente da Lei da Ficha Limpa, além de ter sido libertado da Penitenciária Agrícola de Monte Cristo na véspera da eleição, onde estava preso acusado de prometer carteiras de habilitação e sorteio de carros em troca de votos, juntamente com o vereador George Melo (PSDC), que também se elegeria deputado estadual.
Nas eleições estaduais de 2014, sua candidatura foi indeferida e, em novembro do mesmo ano, foi condenado a 4 anos e 8 meses de prisão por corrupção ativa, depois que pagou 3 mil reais a uma funcionária de cartório eleitoral para obter 112 títulos de eleitor não assinados que seriam usados por terceiros. A defesa do deputado contestou, alegando que Chico não falsificou nenhum documento. No mesmo julgamento, ele tinha sido condenado a 6 anos e 8 meses, por falsificação de documento público para fins eleitorais, mas o crime havia prescrevido e a pena não foi cumprida.
Em julho de 2016, o Supremo Tribunal Federal mandou prender Chico das Verduras, que encontrava-se em casa e tentava fugir da Polícia Federal quando estava no município de Caracaraí, antes de ser denunciado por um familiar.